# PADI Scuba Diver
 (avril 2023).
PADI Scuba Diver est une certification délivrée par l'organisation de plongée sous-marine PADI. Elle permet, dans les structures commerciales PADI situées hors de France, après avoir suivi les parties théoriques et pratiques, de pouvoir pratiquer la plongée sous-marine, tout en étant supervisé sous l'eau par un PADI Divemaster (ou un instructeur PADI), à une profondeur maximale de 12 mètres. C'est le premier niveau PADI, le suivant étant le PADI Open Water Diver.
En France, cette certification n'est pas reconnue par le Code du Sport. Pour pratiquer la plongée en exploration, il faut être titulaire d'un brevet (niveau 1, niveau 2, niveau 3, etc.) délivré par la FFESSM, la FSGT, l'ANMP, ou le SNMP.

Système de formation PADI.